# Gran Premio Città di Camaiore 1988
Il Gran Premio Città di Camaiore 1988, trentanovesima edizione della corsa, si svolse il 16 luglio 1988 su un percorso di 233 km, con partenza e arrivo a Camaiore. La vittoria fu appannaggio del danese Rolf Sørensen, che completò il percorso in 5h41'00", alla media di 40,997 km/h, precedendo gli italiani Gianbattista Baronchelli e Stefano Tomasini.

## Ordine d'arrivo (Top 10)
| Pos. | Corridore                | Squadra                 | Tempo    |
| ---- | ------------------------ | ----------------------- | -------- |
| 1    | Rolf Sørensen            | Ariostea                | 5h41'00" |
| 2    | Gianbattista Baronchelli | Pepsi Cola-Fanini-FNT   | s.t.     |
| 3    | Stefano Tomasini         | Fanini                  | a 0'04"  |
| 4    | Pierino Gavazzi          | Fanini                  | a 0'18"  |
| 5    | Davide Cassani           | Gewiss-Bianchi          | s.t.     |
| 6    | Daniele Pizzol           | Malvor-Bottecchia       | s.t.     |
| 7    | Claudio Chiappucci       | Carrera Jeans-Vagabond  | s.t.     |
| 8    | Maurizio Fondriest       | AlfaLum-Legnano-Ecoflam | s.t.     |
| 9    | Maurizio Vandelli        | Atala-Ofmega            | s.t.     |
| 10   | Marco Vitali             | Atala-Ofmega            | s.t.     |